# Fanny Valette
Pour les articles homonymes, voir Valette.
Fanny Valette, née le 4 juillet 1986 à Arles, est une actrice française.

## Biographie
Fanny Valette est née le 4 juillet 1986 à Arles.

### Carrière
Fanny Valette fait ses débuts à la télévision dans L'Instit en 1996.
Avec son rôle dans La Petite Jérusalem, elle décroche une Étoile d’or de la révélation féminine, le Prix Lumières du meilleur espoir féminin, ainsi qu’une nomination au César du meilleur espoir féminin en 2006. L'année suivante elle joue dans  Molière de Laurent Tirard aux côtés de Romain Duris, Fabrice Luchini, Édouard Baer et Ludivine Sagnier.
En 2009, elle tourne dans le film d'horreur Vertige et la comédie La Loi de Murphy avec Pio Marmaï et Omar Sy.
En 2010, elle joue dans les films Je ne vous oublierai jamais et Fils unique. L'année suivante, elle obtient un rôle dans la série L'Épervier. Après cela, on la retrouve au cinéma avec Michaël Youn dans le film fantastique La Traversée.
En 2014, elle joue dans le thriller Night Fare, ainsi qu'un épisode d'Accusé et elle tient un rôle régulier dans Engrenages (jusqu'en 2017). L'année d'après, elle joue dans les séries Une chance de trop et Templeton et dans le film A Love You.
En 2017, elle joue aux côtés de Pierre Richard et Yaniss Lespert dans la comédie romantique Un profil pour deux de Stéphane Robelin.
En 2018, elle revient au théâtre dans la pièce Tu te souviendras de moi.
En 2021, elle joue le premier rôle invité — et rôle-titre marquant — d'un épisode de la série Alex Hugo (saison 7, épisode 4) : c'était bien elle, en effet, « La Fille de l'hiver »...

## Filmographie

### Cinéma

#### Longs métrages
- 1999 : Le Fils du Français de Gérard Lauzier : Iracema
- 2005 : La Petite Jérusalem de Karin Albou : Laura
- 2006 : Changement d'adresse de Emmanuel Mouret : Julia
- 2007 : Molière de Laurent Tirard : Henriette Jourdain
- 2008 : Sur ta joue ennemie de Jean-Xavier de Lestrade : Émilie
- 2009 : Vertige d'Abel Ferry : Chloé
- 2009 : La Loi de Murphy de Christophe Campos : Vera Saint-Jean
- 2010 : Je ne vous oublierai jamais de Pascal Kané : Rosa
- 2010 : Fils unique de Miel Van Hoogenbemt : Marie
- 2012 : La Traversée de Jérôme Cornuau : Norah Kross
- 2014 : Night Fare de Julien Seri : Ludivine
- 2015 : A Love You de Paul Lefèvre : Juliette
- 2017 : Un profil pour deux de Stéphane Robelin : Flora
- 2017 : Passade de Gorune Aprikian : Vanessa / Alex

#### Courts métrages
- 2006 : Il était une fois... Sasha et Désiré de Cécile Vernant : Sasha
- 2012 : Vilaine Fille, mauvais garçon de Justine Triet : Une infirmière
- 2013 : Clean de Benjamin Bouhana : Clara

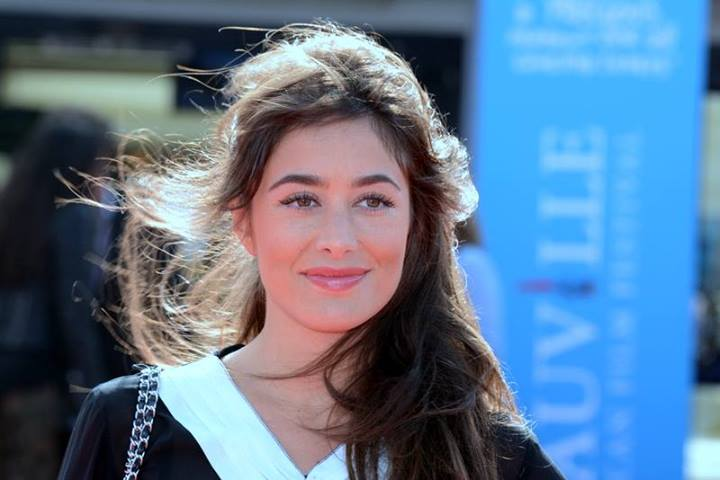
Fanny Valette en 2013 au festival du cinéma américain de Deauville.

### Télévision

#### Séries télévisées
- 1996 : L'Instit (épisode : Demain dès l'aube) : Clara
- 2003 : Sauveur Giordano : Clara
- 2010 : Sable noir : Laura
- 2011 : L'Épervier : Agnès de Kermellec
- 2014 - 2017 : Engrenages : Cindy Ledoux
- 2014 : Accusé : Juliette Cassel
- 2015 : Une chance de trop : Lisa
- 2015 : Templeton : Lisbeth Higgins
- 2021 : Alex Hugo de Pierre Isoard, épisode : La Fille de l'hiver : Chris

#### Téléfilms
- 1997 : La Famille Sapajou d'Élisabeth Rappeneau : Élisabeth
- 1997 : Les Filles du maître de chai de François Luciani
- 1998 : Les Rives du paradis de Robin Davis : Julie
- 1998 : Un mois de réflexion de Serge Moati : Élodie
- 1998 : Tous les papas ne font pas pipi debout de Dominique Baron : Jennifer
- 2002 : Justice de femme de Claude-Michel Rome : Rachel Chevallier
- 2003 : Marylin et ses enfants de Charli Beléteau : Virginie
- 2007 : L'Avare de Christian de Chalonge : Élise
- 2009 : Une aventure New-Yorkaise d'Olivier Lécot : Alice
- 2010 : Le Pas Petit Poucet de Christophe Campos : La femme de l'ogre
- 2012 : La Main passe de Thierry Petit : Émilie

### Clips
- 2011 : Alexis Rault, Moleskine
- 2011 : Max Boublil, J'aime les moches !
- 2018 : Hoshi, Femme à la mer

## Théâtre
- 2006 : Le Vieux Juif blonde d'Amanda Sthers
- 2008 : Monique est demandée en caisse 12 de Raphaël Mezrahi, mise en scène Philippe Sohier, Théâtre du Rond-Point
- 2009 : Monique est demandée en caisse 12 de Raphaël Mezrahi, mise en scène Philippe Sohier, Théâtre des Variétés
- 2010 : Des jours et des nuits à Chartres de Henning Mankell, mise en scène Daniel Benoin, Théâtre national de Nice
- 2018 : Tu te souviendras de moi de François Archambault, mise en scène Daniel Benoin, théâtre de Paris
- 2020 : L'Avare de Molière, mise en scène Daniel Benoin, Théâtre des Variétés

## Distinctions

### Récompenses
- 2006 : Étoile d'or de la révélation féminine, pour son interprétation dans le film La Petite Jérusalem de Karin Albou.
- 2005 : Désignée European films' Shooting Stars (« Étoile filante du cinéma européen ») par l'European Film Promotion à Berlin.
- 2006 : Prix Lumières du meilleur espoir féminin pour La Petite Jérusalem

### Nominations
- 2006 : Nomination au César du meilleur espoir féminin pour son interprétation dans le film La Petite Jérusalem de Karin Albou.

### Jury de festival
- 2008 : Jurée Courts Métrages au Festival du film d'aventures de Valenciennes
- 2012 : Jurée au Arras Film Festival
- 2013 : Jurée Courts Métrages au Festival international du film fantastique de Gérardmer
- 2014 : Jurée au Festival international du film policier de Beaune